# Jurij Dolgorukij
Jurij Dolgorukij (russisk: Юрий Долгорукий, tr. Jurij Dolgorukij; også kendt som Georg 1. af Rusland; født ca. 1099, død 15. maj 1157) var en nøglefigur i overførelsen af politisk magt fra Kijev til Vladimir-Suzdal efter hans broder Mstislav den store døde. Han herskede som Veliki Knjaz (storfyrste) af Kijev fra september 1149 til april 1151 og igen fra marts 1155 til maj 1157.